# SCMaglev
SCMaglev ("SC" - SuperConducting maglev - "superprevodni maglev), v preteklosti MLU, je visokohitrostni maglev, ki ga razvijajo na Japonskem. 21. aprila 2015 je maglev serije L0 dosegel rekordno hitrost za železniška vozila in sicer 603 km/h. S tem je podrl prejšnji rekord 581 km/h, ki ga je postavil maglev MLX01 decembra leta 2003.   
SCMaglev uporablja tehnologijo elektrodinamične suspenzije (EDS), superprevodni magneti so nameščeni na podvozju vlaka.